# 九鬼波津子
九鬼 波津子（くき はつこ、万延元年10月1日（1860年11月13日） - 昭和6年（1931年）11月20日）は、文部官僚の男爵九鬼隆一の妻。名ははつ（波津）、初子とも。
岡倉天心との不倫スキャンダルで知られる。

## 経歴
杉山弥右衛門・くま夫妻の長女として生まれる。長じて京都の花柳界に入ったこともあるという説や、九鬼家の小間使いに上がったという説もある。
九鬼隆一と結婚する際、名義上ながら隆一の実兄である星崎琢磨の養女となっているので、戸籍上は叔父・姪の結婚ということになる。哲学者で「『いき』の構造」の著者である九鬼周造は四男である。
明治17年（1884年）、夫の隆一が駐米全権公使となったため渡米するが、明治20年（1887年）、「子宮病・脳病・精神的疾患」（躁鬱病か）により滞米できなくなったため、文部省美術調査員としてヨーロッパからアメリカに来た岡倉天心に身柄を託される形で帰国した。しかしその後、明治29年（1896年）に天心との恋愛関係が深まった波津子は、隆一に離婚を要求する一方で、息子（三男の三郎と周造）を連れて東京根岸の御行の松付近に別居した。一時、隆一は波津子を天心から引き離すため京都の宿屋に移したが、波津子は天心がいる東京に逃げ帰っている。
明治31年（1898年）3月に美術学校騒動が起きた際、「築地警醒会」なる匿名の怪文書（筆者は福地復一か）が出回るが、同書において天心が「人の妻女を強姦し」と非難されたことで、天心と波津子の不倫が公となる。天心はこの事件の後に東京美術学校校長を辞任している。明治33年（1900年）、波津子は隆一との離婚が決まり、星崎姓に復する。この事件後、彼女の精神的疾患は重篤となり、明治39年（1906年）、隆一その他により、東京府巣鴨病院（精神科）宛ての波津子の入院申請書が提出された。後に世田谷の松沢病院に移され、容態の悪化により退院し逝去した。隆一の死の2か月後だった。墓所は染井霊園。